# Kalándra
Kalándra (Kalandra) är en ort i Grekland.   Den ligger i prefekturen Chalkidike och regionen Mellersta Makedonien, i den nordöstra delen av landet, 220 km norr om huvudstaden Aten. Kalándra ligger 68 meter över havet och antalet invånare är 674.
Terrängen runt Kalándra är huvudsakligen platt, men österut är den kuperad. Havet är nära Kalándra åt sydväst.  Närmaste större samhälle är Kassandra, 8,7 km norr om Kalándra. 